# Малые Березники
Малые Березники — село, центр сельской администрации в Ромодановском районе. Население 471 чел. (2001), в основном русские.
Расположены на левом берегу реки Аморды, в 10 км от районного центра и 1 км от железнодорожной станции Рейтарский. Название-характеристика. Основаны князьями И. И. Ромодановским, о чём сказано в «Жалованной грамоте царя Алексея Михайловича…» (1669). В 1814 в Малых Березниках построен каменный Преображенский храм с приделами святого Петра, митрополита Киевского, и святого Дмитрия Ростовского в память о воинах, погибших в Отечественной войне 1812. В «Списке населённых мест Пензенской губернии» (1869) Малые Березники (Богоявленское) — село владельческое из 99 дворов Саранского уезда. В 1913 в селе имелись 3 ветряные мельницы, 2 кузницы, 2 торговые лавки и другие мелкие предприятия. В 1930-е гг. организован колхоз им. Дальневосточной Красной Армии, в 1942 из него выделилось многоотраслевое хозяйство им. Суворова, с 2001 — СХПК. В современном селе — основная школа, ДК, магазин, фельдшерско-акушерский пункт; памятник воинам, погибшим в годы Великой Отечественной войны; Богоявленская церковь (архитурный памятник 19 в.). Уроженец Малых Березников — журналист А. И. Жаринов. В Малоберезниковскую сельскую администрацию входит поселок Нагорный (29 чел.).

## Источник
- Энциклопедия Мордовия, Т. М. Котлова.